# Que salga la luna
Que salga la luna es el título del álbum debut del coro Giraluna, el proyecto musical fue grabado en Montevideo en el Estudio de grabación Madre Luna: Oscar Laurito en 2009. Todas las pistas que integran el disco fueron interpretadas por quienes concurren a la organización no gubernamental Giraluna, ocho de las canciones están compuestas por los chicos con el apoyo de los integrantes la organización. El disco fue presentado en la sala de conferencias del Policlínico Washington Almada.
Forman parte del CD versiones de las canciones “El tiempo está después” de Fernando Cabrera, “Pensamiento de Caracol” de El Príncipe, y “La luna se hizo con agua” de Mario Carrero.

## Lista de canciones
| Que salga la Luna |                                             |          |  |
| N.º               | Título                                      | Duración |  |
| 1.                | «El tiempo está después»                    |          |  |
| 2.                | «La siembra»                                |          |  |
| 3.                | «Pensamiento de caracol»                    |          |  |
| 4.                | «Giraluna»                                  |          |  |
| 5.                | «Presentación de nuestra murga "la lunera"» |          |  |
| 6.                | «U como llueve»                             |          |  |
| 7.                | «La luna se hizo con agua»                  |          |  |
| 8.                | «Despedida de nuestra murga "la lunera"»    |          |  |
| 9.                | «El trovador»                               |          |  |
| 10.               | «La cometa»                                 |          |  |
| 11.               | «Que mala pata»                             |          |  |

## Premios y honores
Declarado por Resolución DC 1338-2009  de Interés Cultural por el Ministerio de Educación y Cultura. También declarado de interés municipal por la Intendencia de Montevideo.
El disco fue galardonado con el Premio Graffiti como Mejor Álbum de Música Infantil en 2010.